# Linia kolejowa La Pauline – Hyères
Linia kolejowa La Pauline – Hyères – linia kolejowa we Francji, w departamencie Var. Linia swój początek bierze na stacji La Pauline-Hyères na linii Marsylia – Ventimiglia, a swój koniec ma w Salins-d'Hyères (Hyères).
Linia jest zelektryfikowana i według klasyfikacji Réseau ferré de France ma numer 942 000.